# Aérodrome d'Örebro
Örebro Airport (code IATA : ORB • code OACI : ESOE) est situé à 10 kilomètres au sud-ouest d'Örebro, dans l'est de la Suède. Il s'agit du 23e aéroport suédois en nombre de passagers et le 4e en fret. Il a été ouvert en 1979. L'aéroport a traité 101 669 passagers en 2013, soit une croissance de 63% par rapport à 2009 (62 514 passagers pour 3881 vols dont 2140 commerciaux).

## Situation

### Carte des aéroports de Suède
| \| 50 km1:2 974 000 \| Montagnes · Sälen Ängelholm–Helsingborg Åre Östersund Arvidsjaur Borlänge Gällivare Göteborg-Landvetter Hagfors Halmstad Hemavan Tärnaby Jönköping Kalmar Karlstad Kiruna Kramfors-Sollefteå Linköping Luleå Lycksele Malmö Mora-Siljan Norrköping Örnsköldsvik Örebro Pajala Ronneby Skellefteå Stockholm-Arlanda Stockholm-Bromma Stockholm-Skavsta Stockholm-Västerås Sundsvall-Timrå Sveg Torsby Trollhättan–Vänersborg Umeå Växjö Vilhelmina Visby |
| 50 km1:2 974 000 |

## Statistiques
Pour des raisons techniques, il est temporairement impossible d'afficher le graphique qui aurait dû être présenté ici.

Voir la requête brute et les sources sur Wikidata.

## Compagnies aériennes et destinations
| Compagnies        | Destinations |
| ----------------- | --- |
| Jet Time          | En saison charter: - Antalya, - Héraklion-N. Kazantzákis, - Larnaca, - Las Palmas/Gran Canaria, - Palma de Majorque, - Rhodes-Diagoras |
| Ryanair           | Londres-Stansted |
| Sunclass Airlines | En saison charter: Palma de Majorque, Rhodes-Diagoras                                                                                  |

Edité le 27/02/2023